# Грейселс, Алина
Алина Грейселс (нем. Alina Grijseels; род. 12 апреля 1996, Везель, Северный Рейн-Вестфалия) — немецкая гандболистка, центральный защитник клуба «ЖГК Бухарест» (с 2024 года) и сборной Германии. Чемпионка Германии (2021), чемпионка Франции (2024) и обладатель Кубка Франции (2024). Участница летних Олимпийских игр 2024 года.

## Биография

### В клубе
Алина Грейселс в самом начале свей карьеры выступала за юношескую команду «TV Biefang». В сентябре 2013 года защитник присоединилась к команде третьего дивизиона «ТуС Линтфорт». В ноябре 2014 года перешла в клуб второго дивизиона «Боруссия Дортмунд». В сезоне 2014-15 годов Алина дебютировала в Бундеслиге. В сезоне 2015-16 годов вместе с «Боруссией» вышла в финал Кубка Германии. В 2021 году выиграла чемпионат Германии.
В сезоне 2023-24 годов Алина выступала за французский клуб первого дивизиона «Мец». В составе этой команды выиграла чемпионат и Кубок Франции 2024 года. С лета 2024 года подписала контракт с румынским клубом первого дивизиона «ЖГК Бухарест».

### Карьера в сборной
Грейселс выиграла серебряную медаль чемпионата мира среди юниорок до 18 лет в составе сборной Германии в 2014 году. Год спустя участвовала в чемпионате Европы среди юниорок до 19 лет в Испании, где Германия выбыла после основного раунда. В 2016 году Алина участвовала в чемпионате мира среди молодёжи до 20 лет в составе молодежной сборной Германии.
21 марта 2018 года Грейселс дебютировала за первую сборную Германии. В 2024 году участвовала в летних Олимпийских играх в Париже, со сборной дошла до четвертьфинала, в котором уступили сборной Франции.